# Аларе
Ала̀ре или Алар  (на гръцки: Αρχοντικό, Архондико, катаревуса: Αρχοντικόν, Архондикон, до 1926 година Αλάρι, Алари) е село в Егейска Македония, дем Пела на област Централна Македония.

## География
Селото се намира на надморска височина от 60 m на около 4 km източно от град Енидже Вардар (Яница).

## История
В местността Тумба има праисторическо селище, обявено в 1984 година за паметник на културата.

### В Османската империя
В XIX век Аларе е чисто българско село в Ениджевардарска каза на Османската империя. На австро-унгарската военна карта селото е отбелязано като Алар (Alar), на картата на Йоргос Кондоянис също е отбелязано като Алар (Αλάρ), християнско село. Според Николаос Схинас („Οδοιπορικαί σημειώσεις Μακεδονίας, Ηπείρου, Νέας οροθετικής γραμμής και Θεσσαλίας“) в средата на 80-те години на XIX век Алари (Ααλάρη) е село с 20 християнски семейства.
В 1889 година Стефан Веркович (Топографическо-этнографическій очеркъ Македоніи) пише за Аларе:
| „ | Селото Алари лежи в гориста местност в съседство със село Чаушли, от което отстои на четвърт час. Жителите са българи и се занимават предимно със земеделие и малко с винопроизводство. На юг от селото има хълм, покрит с гъста гора. | “ |

Към 1900 година според статистиката на Васил Кънчов („Македония. Етнография и статистика“) Аларе брои 160 жители българи.
Цялото село е под върховенството на Българската екзархия. По данни на секретаря на екзархията Димитър Мишев („La Macédoine et sa Population Chrétienne“) в 1905 година в Аларе (Alare) има 224 българи екзархисти. В селото има и турци.
Аларе е нападано от гръцки андартски чети на 11/24 декември 1905 година. Обединените гръцки чети на Ставрос Ригас, Михаил Анагностакос и Христос Прандунас нападат българското екзархийско село, но българската милиция в селото оказва силна съпротива, а ситуацията за андартите се влошава с появата на редовна османска войска. По инициатива на Прандунас гърците пробиват обръча като дават само трима убити и трима ранени. Селото отново е нападнато от андарти на 2 юни 1906 година. Турската власт, за да прекъсне каналите на ВМОРО до Ениджевардарското езеро, изселва населението му в Енидже Вардар, като едва след Младотурска революция му е позволено да се завърне. Тогава в Аларе и близките села като български учител работи Димитър Лешников.
Кукушкият околийски училищен инспектор Никола Хърлев пише през 1909 година:
| „ | Аларя, 28/II, 1 ч. от Апостол. Това село, на два пъти горено от гръцките чети, е останало 16 къщи: 12 екзархийски и 4 униатски. черквата „Св. Атанас“ няма никакви имоти, засега е затворена. Училището (вакъф) е земница с таван, големина 4Х4Х3 m, осветявано добре. | “ |

В 1910 година Халкиопулос пише, че в селото (Αγαλάρ) има 66 екзархисти.

### В Гърция
През Балканската война селото е окупирано от гръцки части и остава в Гърция след Междусъюзническата война. В 1912 година е регистрирано като селище с християнска религия и „македонски“ език. Преброяването в 1913 година показва Алари (Αλάρι) като село с 82 мъже и 72 жени.
Боривое Милоевич пише в 1921 година („Южна Македония“), че Аларе има 23 къщи славяни християни.
В 1924 година българското му население се изселва, като по няколко семейства се заселват в Горни Воден, Станимашко, в Искра и Вълчин, Карнобатско. В селото остава само Траю Гъсков, действащ кмет на селото, а скоро след това там са настанени гърци бежанци. Ликвидирани са 22 имота на жители, преселили се в България. В 1926 година селото е прекръстено на Архондико. В 1928 година селото е представено като чисто бежанско със 71 бежански семейства и 245 души бежанци.
Землището на селото е в полето и се напоява добре. Основните продукти са жито, тютюн, овошки и памук.
| Година    | 1913 | 1920 | 1928 | 1940 | 1951 | 1961 | 1971 | 1981 | 1991 | 2001 | 2011 | 2021 |
| --------- | ---- | ---- | ---- | ---- | ---- | ---- | ---- | ---- | ---- | ---- | ---- | ---- |
| Население | 154  | 195  | 245  | 422  | 452  | 441  | 258  | 257  | 213  | 231  | 218  | 177  |

## Личности
Родени в Аларе
- Антониос Аргириу (Αντώνιος Αργυρίου), гръцки андартски деец, четник в периода 1907 - 1908 година[18]
- Божин Грубешлиев (1894 - ?), български кмет на Кочани през 1941 - 1942 година
- Гоно Гьошев, четник на Иван Карасулийски и Апостол Петков[19]
- Мицо Гъсков (Мицо Кяа), български революционер[20]
- Трифон Кяев, ръководител на селския комитет на ВМОРО[21]

Други
- Леонид Грубешлиев (1921 - 2011), български преводач и журналист, по прозход от Аларе
- Мария Грубешлиева (р. 1951), българска актриса, по произход от Аларе